# DiskGenius
DiskGenius，原名DiskMan，是一款集資料恢復、資料備份還原及磁碟分割管理三大主要功能的工具軟體，以共享软件形式發行，大部分基础功能都可免费使用，比如分割管理、基础的分区克隆、文件操作等功能，但資料恢復、資料備份還原等高级功能則需付費才能使用。
最初DiskMan是一款免费的硬盘修复、分区工具軟體，在Windows和DOS下具有简体中文圖形界面，支持鼠标操作，而英文版本收费，以DiskGenius和PartitionGuru双重身份发布。而現時所有語言版本均已整合統一。

## 功能
1. 建立分区、删除分区、隐藏分区、激活分区等
2. 备份及恢复分区表（MBR或GPT）
3. 快速格式化
4. 低级格式化
5. 调整分区大小
6. 重建分区表、重写主引导记录
7. 坏块检测
8. 尝试修复坏块
9. 16进制扇区编辑
10. 打开或建立虚拟硬盘和镜像文件
11. MBR/GPT互相转化
12. 彻底删除/强制删除文件
13. 建立或进入PE系统
14. 恢复已删除的文件
15. 拷贝扇区
16. 支持FAT系（FAT16、FAT32、exFAT）、NTFS、ext系（ext2、ext3、ext4）文件系统的建立、容量调整、移动及移除

## 主界面
DiskGenius主界面由三部分組成。分別是：硬盤分區結構圖、分區目錄層次圖、分區參數圖。

## 外部連結
- DiskGenius 官方中文网站（页面存档备份，存于）
- DiskGenius 官方中文論壇（页面存档备份，存于）
- 易数科技官方中文网站（页面存档备份，存于）
- DiskGenius 官方英文网站（页面存档备份，存于）
- Eassos 官方英文网站（页面存档备份，存于）